# Телећа чорба
Телећа чобра се, у Србији као и целом свету, обично служи као прво јело.

## Припрема
Спрема се од телећег меса и поврћа. Најчешће је месо исечено на коцкице. Прво је потребно пропржити месо. Након тога, одвојено пропржити поврће (црни и бели лук, шаргарепа, зелен, паштрнак, кромпир, целер, паприка и парадајз) које је делимично ситно сецкано а делимично цело. Кад се све то добро пропржи, налити мало воде и делимично пропасирати због гушће текстуре. Убацити месо и кости за јачи укус. На крају налити воде и оставити да се кува на лаганој ватри око 45 минута. Готову чорбу зачинити павлаком и лимуном и убацити ситно сецканог першуновог листа по укусу.